# Eudes I của Pháp
Odo (hoặc Eudes I) (860 – 1 tháng 1, 898) là vua của vương quốc Tây Francia (888 – 898). Là con của Robert Can Trường, Bá tước vùng Anjou, đôi lúc ông còn được gọi là Công tước của Pháp đồng thời là bá tước Paris. Gia đình ông còn được biết đến với tên gọi Robertians.

## Lịch sử
Odo là con trai trưởng của Robert Mạnh Mẽ, Công tước xứ France và hầu tước xứ Neustria, thuộc thuộc chi nhánh được gọi là Robertians. Sau khi cha ông chết vào năm 886, Odo thừa kế tước vị của cha làm Hầu tước xứ Neustria. Năm 886, Vua Charles Hói phân chức vụ cho tu viện trưởng Hugh. Giữa năm 882 và 883, Odo được làm bá tước Paris vào tháng 9 năm 886, ông được phong làm hầu tước xứ Neustria sau cái chết của bá tước Henry trong trận vây hãm Paris. Ông sắp đặt chức tu viện trưởng cho thánh Martin xứ Tours. Sau cái chết của tu viện trưởng Hugh vào ngày 12 tháng 5 năm 886, Odo trở thành hầu tước xứ Neustria.
Với kỹ năng thiện chiến và lòng dũng cảm của ông trong cuộc chiến chống lại các cuộc tấn công của người Norman khi họ vây hãm Paris. Odo được người Tây Franks bầu chọn làm vua, sau việc di chuyển của hoàng đế Charles Béo. Vào tháng 2 năm 888, ông được tổng giám mục Walter xứ Sens làm lễ đăng quang tại Compiègne, trước khi tới Rheims nhận vương miện của vương quốc Tây Francia, ông tìm kiếm sự hiện diện tại Worms để đặt mình dưới sự bảo hộ của Arnulf (Tháng Tám 888).
Odo tiếp tục cuộc chiến chống lại người Norman, mà ông đã đánh bại ở Montfaucon, nhưng buộc phải tạm hoãn để sớm tham gia vào một cuộc tranh giành ngôi vua người Frank với các quý tộc hùng mạnh, những người ủng hộ yêu cầu của Charles, lên ngôi vua người Frank.
Vào năm 889 và 890 Odo ban đặc ân đặc biệt cho quận Manresa ở Osona. Do vị quận nằm ở trí chiến lược nhằm ngăn chặn quân Moor xâm lược, khu vực này được trao quyền xây dựng tòa tháp phòng ngự gọi là manresanas hoặc manresanes. Đặc ân này phải chịu trách nhiệm cho quận Manresa vì những cá tính độc đáo của nó tách biệt với phần còn lại của xứ Osona trong suốt hai thế kỷ tiếp theo.
Để giành được uy tín và hỗ trợ, Odo phải cống nạp cho vua Arnulf xứ Carinthia của Đông Frankish. Năm 894 Arnulf tuyên bố ủng hộ Charles. Sau một cuộc xung đột kéo dài trong ba năm, Odo buộc phải kết thúc cuộc chiến với địch thủ của mình, và đầu hàng một huyện phía bắc sông Seine. Odo chết ở La Fère, ngày 01 tháng 1 năm 898.

## Gia đình
Odo kết hôn với Théodrate xứ Troyes và có hai người con, Arnulf (sinh vào khoảng năm 885) và Guy (sinh vào khoảng năm 888), không ai trong số họ sống đến tuổi 15.

## Tham khảo

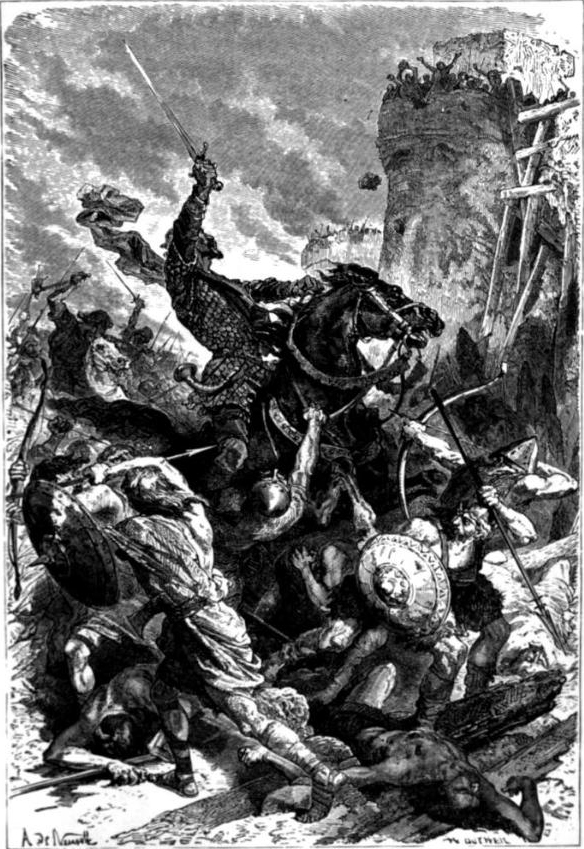
Hình minh họa (1883) Eudes cưỡi ngựa xuyên qua quân công thành nhằm giành lại Paris